# Etihad Arena
L'Etihad Arena (conosciuta nel periodo di costruzione come Yas Bay Arena) è un'arena coperta che si trova ad Abu Dhabi nel distretto dell'Isola Yas, negli Emirati Arabi Uniti.

## Storia
L'Etihad Arena è stata progettata da HOK, e può contenere fino a 18000 persone. Il 9 Gennaio 2020 la Flash Entertainment assume il controllo dell'arena.
Nel 2018 grazie all'attenzione posta verso la sostenibilità vinse il premio MENA per il miglior edificio sostenibile dell'anno.
A gennaio del 2020 l'arena è stata venduta alla Etihad Airways. L'apertura, prevista per marzo dello stesso anno, è stata rimandata a causa di eventi cancellati legati alla Pandemia di COVID-19 negli Emirati Arabi Uniti. Apre quindi le sue porte a gennaio 2021, ospitando l'evento di arti marziali miste UFC on ABC: Holloway vs. Kattar per conto della ABC. L'UFC aveva giá tenuto eventi a porte chiuse sull'Isola Yas noti come Fight Island: questo segnò il primo evento della serie UFC ad avere spettatori con una capacità limitata. Per UFC 267, nell'ottobre 2021, torna all'Etihad Arena.
Per ospitare i Campionati mondiali di nuoto in vasca corta è stata aggiunta una piscina temporanea alla struttura.
Inoltre sempre dal 2021 l'arena supporta un'iniziativa chiamata Reach che si occupa di prevenire la cecità fluviale.

## Eventi notevoli
- Campionati mondiali di nuoto in vasca corta 2021